# C+C Music Factory (album)
C+C Music Factory è il terzo album in studio del gruppo dance statunitense C+C Music Factory, pubblicato nel 1995.

## Tracce
1. What Can I Do (To Make You Stay) - 4:08
2. Don't Stop the Music (featuring Charlie Brown & Greg Nice) - 4:12
3. I'll Always Be Around - 4:31
4. Loving You - 4:30
5. Searching - 4:20
6. Till the End of Time - 4:56
7. Still - 5:30
8. I Wanna Blow Your Mind - 5:53
9. It's So Easy to Love You - 3:57
10. Musica es mi vida (Robi-Rob's Boriqua Anthem Part 2) - 20:23
11. Latinos del mundo (Siguen bailando) - 11:10